# Міжнародний фінансовий центр
Міжнародний фінансовий центр (англ. International Finance Centre, бренд — ifc) — комплекс будівель розташованих на береговій смузі центрального району Гонконга.
Міжнародний фінансовий центр складається з двох хмарочосів Міжнародний фінансовий центр та готелю «Four Seasons Hotel Hong Kong». Висота першого центру становить 210 метрів, 38 поверхів. Висота ж другого становить 88 поверхів, 406,9 метрів, разом з антеною 415,8 метрів і на сьогодні він є найвищим будинком Гонконгу. Будівництво велося з 1997 по 2003 рік.
Висота 60-поверхового «Four Seasons Hotel Hong Kong» становить 206 метрів. Будівництво було завершено в жовтні 2005 року. В готелі розташовано 399 номерів, та 513 апартаментів.

## ifc як бренд
Перша башта також відома як 1IFC, та має брендову назву - «One ifc». Подібно першій башті, друга також має брендову назву — «Two ifc». Будинки залучили власників і орендарів, таких, як Warburg Pincus, Nomura Group, UBS AG, Ernst & Young, State Street Corporation, Financial Times, BNP Paribas, Henderson Land Development и Lehman Brothers.

## Цікаві факти
- У 2003 році будинок отримав нагороду Emporis Skyscraper Award
- На 55-повресі розташована виставка присвячена історії монет Гонконгу та бібліотека Фінансового управління Гонконгу
- Фінансове управління Гонконгу придбало декілька поверхів у верхній частині хмарочосу за $0,48 млрд.
- В цьому будинку встановлено двоповерхові ліфти
- В період з жовтня по листопад 2003 року компанії Financial Times, HSBC і Cathay Pacific розмістили на фасаді будівлі рекламу площею 19,000 м² та довжиною 230 м. Реклама розтяглася більше ніж на 50 поверхів і була найбільшою рекламою, коли-небудь розташованої на хмарочосі
- Міжнародний Фінансовий Центр можна побачити в деяких сценах фільму Лара Крофт та Темний Лицар.

## Галерея

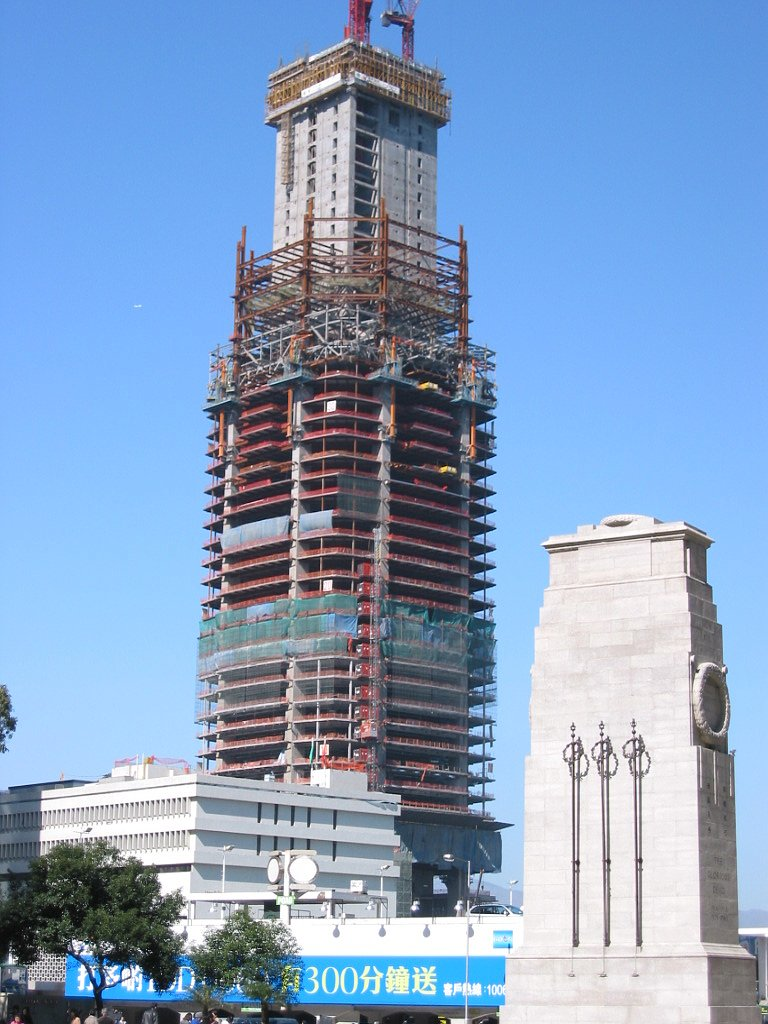
Будівництво в грудні 2001
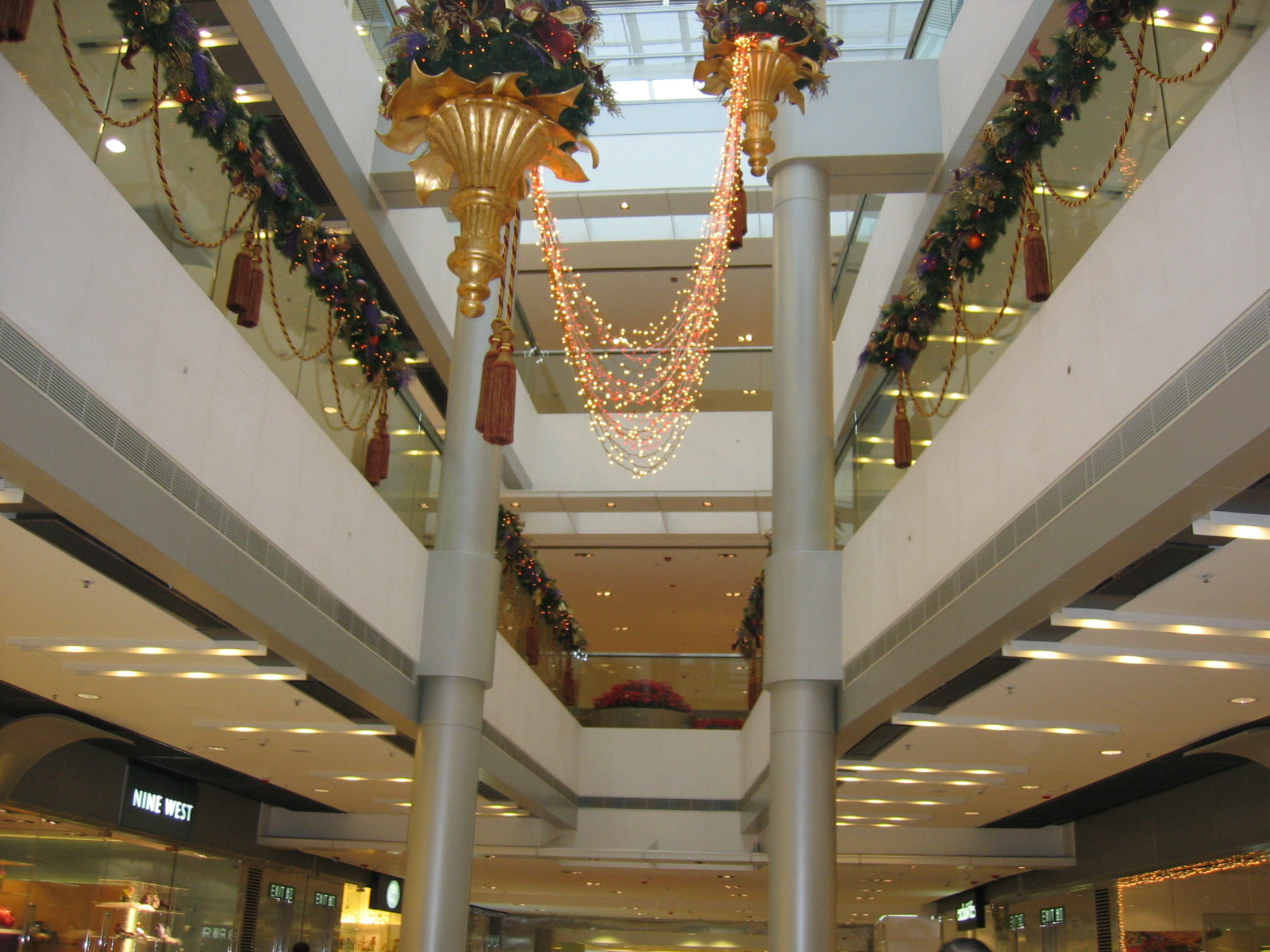
Галерея магазинів
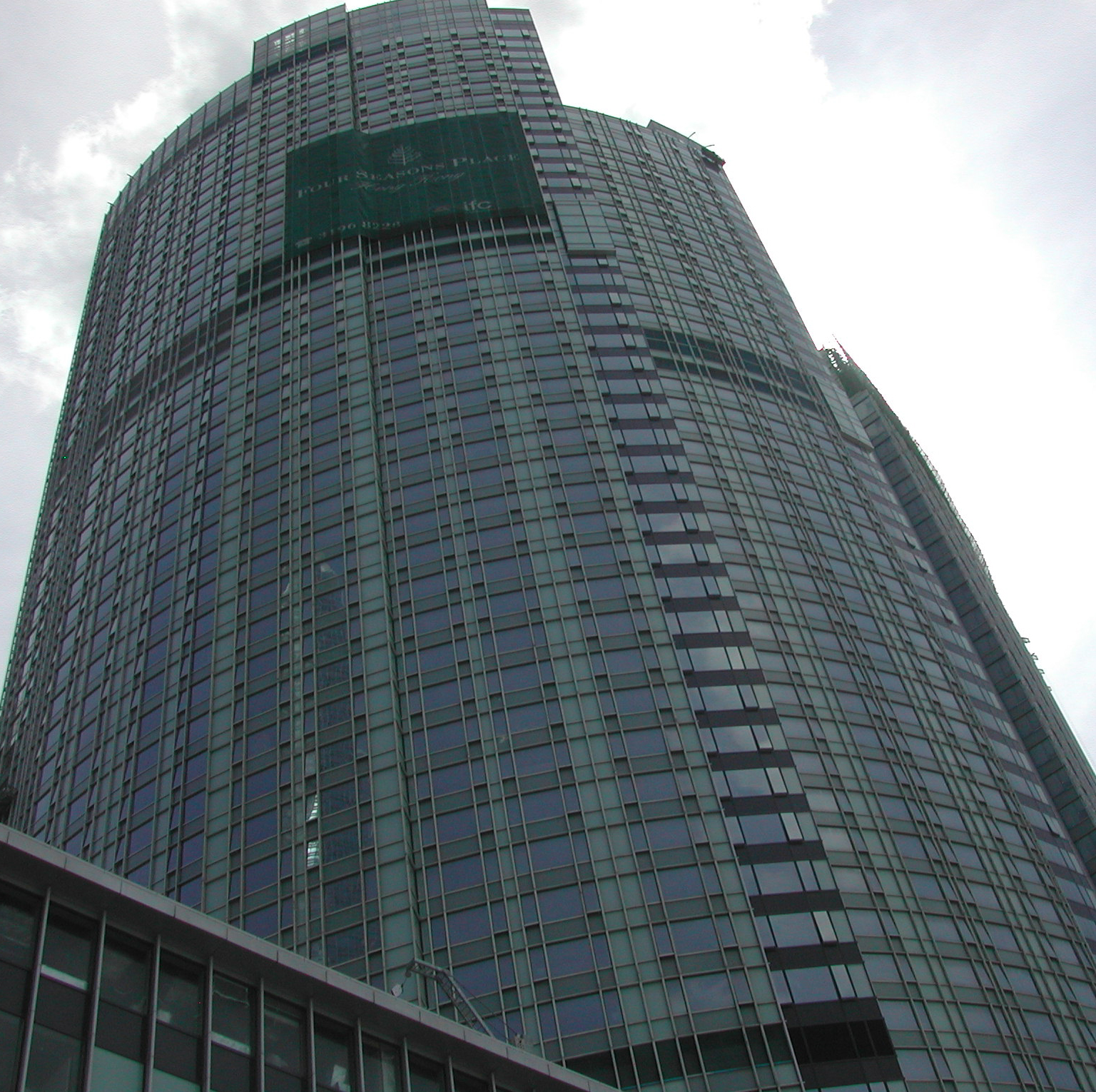
Готель «Four Seasons»